# Сыроежка зелёно-красная
Сыроежка зелёно-красная (лат. Rússula alutácea) — гриб, входящий в род Сыроежка (Russula) семейства Сыроежковые (Russulaceae).
Синонимы:
- Agaricus alutaceus (Pers.) Pers., 1801
- Russula esculenta var. alutacea Pers., 1796basionym
- Russula xerampelina var. alutacea (Pers.) Quél., 1888

## Описание
- Шляпка 5—20 см, сначала полушаровидная, затем раскрывается до плоской и вдавленной, мясистая, с ровным, иногда слабо разлинованным, краем, окрашена в фиолетово-красные или красно-коричневые тона.
- Пластинки приросшие к ножке, довольно толстые, разветвлённые, кремовые, у старых грибов светло-охристые, с цельными краями.
- Споровый порошок охристый. Споры шаровидной формы, покрытые бородавками, шипиками или с сетчатым рисунком, амилоидные, 8—11×7—9 мкм.
- Ножка 5—10×1,3—3 см, цилиндрическая, белого цвета, иногда с розоватым или желтоватым оттенком, гладкая, с ватной мякотью.
- Мякоть белая, под кожицей шляпки с желтоватым оттенком, на воздухе не меняющаяся, без особого вкуса и запаха.

Гриб съедобен.

## Экология и распространение
Сыроежка зелёно-красная произрастает одиночно или небольшими группами на земле в широколиственных лесах, особенно с примесью берёзы и дуба. Известна из Евразии и Северной Америки.